# ان‌جی‌سی ۲۰۴
ان‌جی‌سی ۲۰۴ (انگلیسی: NGC 204) نام یک کهکشان عدسی در صورت فلکی ماهی است.